# Kitamatsuura (Nagasaki)
Kitamatsuura (北松浦郡 Kitamatsuura-gun?) es un distrito localizado en la prefectura de Nagasaki, Japón.

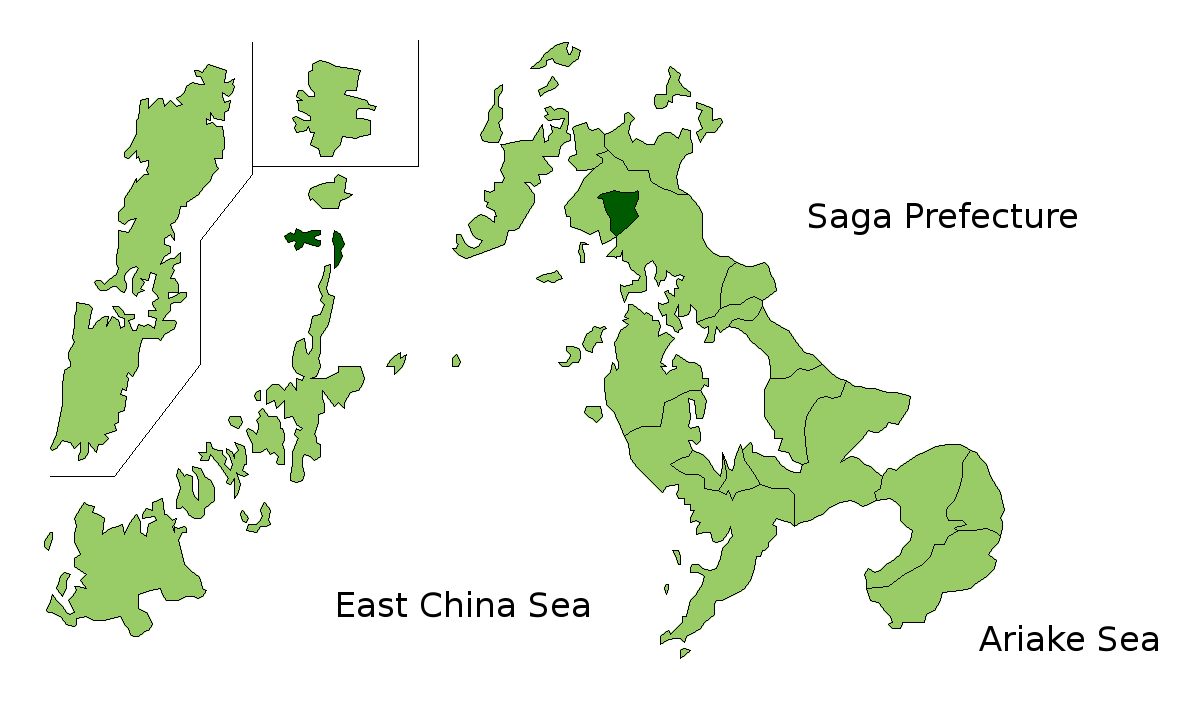
La ubicación del distrito de Kitamatsuura en la prefectura de Nagasaki, Japón.

Hasta el 1 de enero de 2009, la población era estimada en 27,512 habitantes y con una densidad de población de 229 personas por km². El área total del distrito es de 120.07 km².

## Pueblos
- Ojika
- Saza

## Anexiones a ciudades
- El 1 de abril de 2005, los pueblos de Sechibaru y Yoshii fueron anexados a la ciudad de Sasebo.
- El 1 de octubre de 2005, los pueblos de Ikitsuki y Tabira, además de la aldea de Ōshima fueron anexados a la ciudad de Hirado.
- El 1 de enero de 2006, las localidades de Fukushima y Takashima fueron anexadas a la ciudad de Matsuura.
- El 31 de marzo de 2006, los pueblos de Kosaza y Uku fueron anexadas a la ciudad de Sasebo.
- El 31 de marzo de 2010, los pueblos de Emukae y Shikamachi fueron anexados a la ciudad de Sasebo.[1]